# Leandro Temporini
Leandro Martin Temporini (5 dicembre 1975 – 25 febbraio 2016) è stato un calciatore argentino, di ruolo centrocampista.

## Caratteristiche tecniche
Era un esterno destro di centrocampo, anche se nelle sue prime partite da professionista giocò per un periodo (le sue prime 7 partite ufficiali) anche sulla fascia opposta.

## Carriera
Ha giocato nelle giovanili di Renato Cesarini ed Estudiantes (LP) per poi nel 1995 venire aggregato alla prima squadra di quest'ultimo club, militante nella prima divisione argentina; rimane in squadra fino al 1998 e, nell'arco di un triennio, segna una rete in 14 partite di campionato giocate con la maglia del club biancorosso (a cui aggiunge anche un'ulteriore presenza contro i colombiani dell'Atlético Nacional nella fase a gironi della Supercoppa Sudamericana 1997).
Nella stagione 1999-2000 fa parte della rosa del Fortuna Colonia, club della seconda divisione tedesca, con cui gioca però solamente una partita di campionato. Nella stagione 2000-2001 ha giocato in Italia con la Sambenedettese, vincendo un campionato di Serie D.
Successivamente ha giocato per quattro anni nei campionati regionali marchigiani (uno con il Sassoferrato e tre con il Mondolfo) per poi tornare in patria e ritirarsi; è deceduto a causa di un incidente stradale nel 2016.

## Palmarès

### Club

#### Competizioni nazionali
- Serie D: 1

Sambenedettese: 2000-2001 (girone F)